# マルコ・バシャ
マルコ・バシャ（Marko Baša, セルビア語: Марко Баша, 1982年12月29日 - ）は、ユーゴスラビア（現セルビア）・トルステニク出身の元サッカー選手。元セルビア・モンテネグロ代表およびモンテネグロ代表。現役時代のポジションは、 DF。

## 経歴
地元トルステニクのFKプルヴァ・ペトレトカでユース年代を過ごし、2000年には名門OFKベオグラードに入団。
2005年、フランスのル・マンUCへ移籍。チームはこの年1部に昇格したばかりだったが、一時2位につけるなど躍進。バシャはセンターバックとしてレギュラーに定着し、クラブでの活躍が認められA代表にも選出された。
2008年夏、ロシアのFCロコモティフ・モスクワへ移籍した。2011年よりル・マン時代の恩師ルディ・ガルシアが指揮を執るリールに加入。

## 代表
ユース年代から度々セルビア・モンテネグロ代表に選出され、2004年アテネオリンピック時のメンバーにも名を連ねている。
2006年6月、セルビア・モンテネグロは連邦を解消。モンテネグロ人の父とセルビア人の母を持つバシャには、どちらの国の代表にも選出される可能性があった。同年8月の親善試合でセルビア代表に選出されるが、故障を理由に招集を辞退しモンテネグロ代表を選択した。
しかし2007年8月、スロベニア代表との親善試合で代表に招集を受けるが拒否。その後しばらく代表から遠ざかったが、2009年に再び招集を受け、3月のワールドカップ予選イタリア戦で代表デビューを飾った。

## 所属クラブ
- トルステニクPPT 1998-2000
- OFKベオグラード 2000-2005

→ FKプロレテル・ズレニャニン 2001 (loan)
- ル・マンUC 2005-2008
- FCロコモティフ・モスクワ 2008-2011
- リール 2011-2017

## 個人成績
| 所属クラブ               | シーズン  | リーグ                                   | 出場 | 得点 |
| ------------------------ | --------- | ---------------------------------------- | ---- | ---- |
| OFKベオグラード          | 2000/2001 | ユーゴスラビア・プルヴァ・リーガ         | 0    | 0    |
| プロレテル・ズレニャニン | 2001      | ユーゴスラビア・プルヴァ・リーガ         | 12   | 0    |
| OFKベオグラード          | 2001/2002 | セルビア・モンテネグロ・プルヴァ・リーガ | 6    | 0    |
| OFKベオグラード          | 2002/2003 | セルビア・モンテネグロ・プルヴァ・リーガ | 23   | 1    |
| OFKベオグラード          | 2003/2004 | セルビア・モンテネグロ・プルヴァ・リーガ | 24   | 2    |
| OFKベオグラード          | 2004/2005 | セルビア・モンテネグロ・プルヴァ・リーガ | 23   | 1    |
| ル・マンUC               | 2005/2006 | リーグ・アン                             | 32   | 0    |
| ル・マンUC               | 2006/2007 | リーグ・アン                             | 35   | 1    |
| ル・マンUC               | 2007/2008 | リーグ・アン                             | 28   | 5    |
| FCロコモティフ・モスクワ | 2008      | プレミアリーグ                           | 11   | 0    |
| FCロコモティフ・モスクワ | 2009      | プレミアリーグ                           | 12   | 1    |
| FCロコモティフ・モスクワ | 2010      | プレミアリーグ                           | 22   | 0    |
| FCロコモティフ・モスクワ | 2011      | プレミアリーグ                           | 4    | 0    |
| リール                   | 2011/2012 | リーグ・アン                             |      |      |